# Lepthercus rattrayi
Lepthercus rattrayi is een spinnensoort in de taxonomische indeling van de Entypesidae.
Lepthercus rattrayi werd in 1917 beschreven door Hewitt.